# 黑头松鸦
黑头松鸦（学名：Garrulus lanceolatus）是鸦科松鸦属的一种，分布于印度、阿富汗、尼泊尔和巴基斯坦。该物种的保护状况被评为无危。
黑头松鸦的平均体重约为90.8克。栖息地包括亚热带或热带的高海拔疏灌丛、亚热带或热带的湿润山地林和耕地。